# Наріжний Тихон Петрович
Тихон Наріжний (25 серпня 1900, с. Діївка Катеринославського повіту, нині у складі Дніпра — листопад 1937, Дніпро, Україна) — член Катеринославського товариства «Просвіта», кооператор, син голови Діївської «Просвіти» Петра Наріжного. Жертва російського окупаційного терору.

## Життєпис

Тихон Наріжний з Дружиною Марією.

У громадянську війну воював у складі повстанського загону, очолюваного Трифоном Гладченком, який підпорядковувався Армії УНР. За спогадами сина Бориса, батько був на чолі правління діївської кооперації. Кооператори будували на селі магазини, діївський клуб (потім став клубом заводу ім. Бабушкіна, не зберігся).
У 1920 — 1930-х Наріжний працював в рай-і облспоживспілці, напевне, очолював один з відділів. Про це нагадують колективні фото в родинному архіві, зроблені на V з’їзді уповноважених Катеринославської райспоживспілки 12 — 14 березня 1926, курсах-з’їзді рахівників Дніпропетровської райспоживспілки 27 вересня 1927, 1-х обласних курсах членів правлінь та плановиків районних споживчих спілок Дніпропетровської облспоживспілки в липні 1932, 1-й обласній нараді бухгалтерів радгоспробкопів 20 — 22 вересня 1933 тощо.

### Арешт і ув'язнення

Тихон Наріжний з однокурсницями.

Після вбивства С. Кірова в грудні 1934 Наріжний відчув наближення репресій, запропонував дружині сфотографуватися утрьох з сином Борисом. Справді, невдовзі Наріжний був понижений по службі — посланий завідувати пекарнею в Сухачівці, а згодом завідував пекарнею в рідній Діївці (остання його посада). Також у передчутті репресій Наріжний оформив фіктивне розлучення з дружиною Марією, яка відтоді знов носила дошлюбне прізвище Міхницька.
Наріжний заарештований органами НКВС наприкінці 1936. В родинному архіві зберігся аркуш з учнівського зошита. На одному боці олівцем Марія написала список продуктів, переданих чоловікові до в’язниці, на другому — єдина передсмертна записка Наріжного на волю. Ось її текст: 

«Маруся! Дякую! Жив-здоров. цілую тебе і Борю. Привіт всім † пока все. 29/Х 1936. Т. Наріжний».

### Розстріл, реабілітація і доля нащадків

Тихон Наріжний з дружиною Марією і сином Борисом. Фото бл. 1934 р.

Рідні зрозуміли хрестик, як знак біди. Наріжний звинувачувався у гріхах молодості — приналежності до повстанського загону Трифона Гладченка. Постановою трійки при УНКВС по Дніпропетровській області від 14 листопада 1937 засуджений за статтями 54-8,54-11 КК УРСР до вищої міри покарання — розстрілу. Постановою президії Дніпропетровського обласного суду від 9 січня 1957 постанова трійки скасована і справа щодо Наріжного припинена за відсутністю складу злочину. Наріжний реабілітований посмертно. 
Єдиний син Наріжного — Борис (нар. 1923) у 1941 — 1945 учасник Другої світової війни, працював на Дніпропетровському заводі металургійного устаткування розмітником, нині інвалід першої групи.